# Carl Cederström (1788–1864)
Carl Jakob Cederström, född 21 maj 1788 i Göteborg, död 9 augusti 1864 i Örebro, var en svensk friherre och militär.
Carl Cederström var son till viceamiral Jacob Cederström och Anna Magdalena Sparre af Söfdeborg. Han blev sergeant vid arméns flotta 1799, fältväbel vid Närkes och Värmlands regemente 1802, fänrik där 1807, löjtnant 1809, kapten 1814, kapten i generalstaben 1817, major där 1820, major vid Närkes regemente 1821 och överstelöjtnant i armén 1826. Cederström blev överste i armén och generalstaben 1836 och var överste och chef för Närkes regemente 1849–1859 varpå han erhöll avsked. Cederström deltog i pommerska kriget 1807, fälttåget mot Norge 1808–1809, samt sjätte koalitionskriget 1813–1814 i Tyskland, Holstein och Brabant. Cederström blev riddare av Svärdsorden 1821 och kommendör av Svärdsorden 1853 samt tilldelades guldmedaljen för tapperhet i fält och Karl XIV Johans medalj.